# Родолфо Орландини
Родолфо Орландини (Буенос Ајрес, 1. јануар 1905 – Буенос Ајрес, 24. децембар 1990) био је аргентински фудбалер, који је играо у везном реду. За аргентинску репрезентацију је наступао између 1927. и 1930. године.

## Клупска каријера
Орландини је играо клупски фудбал у Аргентини за Спортиво Буенос Ајрес и Естудиантил Портењо, пре него што је 1930. прешао у Италију да игра за Ђенову. Године 1936. преселио се у Француску где је играо за Ницу.

## Репрезентативна каријера
Орландини је играо на олимпијском фудбалском турниру 1928. године, где је Аргентина заузела друго место у Уругвају. 1929. играо је на Копа Америка турниру који је освојила Аргентина. Учествовао је и на првом Светском првенству 1930. године, где је Аргентина поново заузела друго место иза Уругваја.

## Тренерска каријера
Након што се повукао као играч, Орландини је постао тренер, где је тренирао репрезентацију Колумбије током квалификација за Светско првенство 1958. године.